# Сара Гайленд
Сара Джейн Гайленд (англ. Sarah Hyland; нар. 24 листопада 1990, Нью-Йорк, США) — американська акторка, найбільш відома участю в серіалі «Американська сімейка», а також фільмах «Удар блискавки», «Дуже страшне кіно 5», «Академія вампірів», «Весільний рік».

## Життєпис
Народилася в Нью-Йорку, США в родині акторів Мілісси Канадей і Едварда Джеймса Гайленда. У Сари є молодший брат Ян Гайленд, теж актор. Вона суміщала навчання в школі та роботу, а потім вступила в Професійну школу театрального мистецтва в Мангеттені.
У 9-річному віці лікарі виявили в Сари проблеми з нирками. У 2012 вона перенесла трансплантацію нирки, донором якої був батько.

## Кар'єра
Сара Гайленд почала отримувати ролі ще в дитячі роки. У 1997 вона зіграла доньку головного героя у комедійній біографічній стрічці «Частини тіла». У 1998 знялася в романтичній драмі з елементами комедії «Об'єкт мого захоплення». Її екранну матір втілила Дженніфер Еністон. Після епізодичних появ у фільмах і серіалах юну Гайленд обрали для ролі малої Одрі Гепберн в телеекранізації життя знаменитої голлівудської акторки, яка вийшла в 2000. З 2008 і до закриття серіалу «Помадні джунглі» наступного року грала доньку продюсерки голлівудської кінокомпанії (Брук Шилдс). Потім почала виконувати одну з основних ролей у телепроєкті «Американська сімейка», яка принесла їй чотири нагороди Премії Гільдії кіноакторів США за найкращий акторський склад у комедійному серіалі.
У 2012 Сара зіграла президента класу в комедійній драмі «Удар блискавки», наступна роль була в фільмі жахів «Дуже страшне кіно 5». У 2013 акторка приєдналася до зйомок фентезійної мелодрами «Академія вампірів». У фільмі 2016 року від Netflix «XOXO» Гайленд була головною героїнею.
1 травня 2018 року було оголошено, що Сара Гайленд зіграє головну героїню Мару Гікі, фотографку з Лос-Анджелеса, у романтичній комедії.
У 2019 році Гайленд співпрацювала з Olay для рекламної кампанії продуктів для шкіри.
Гайленд виконала свою дебютну пісню "Met At a Party" з Джорданом Макгроу (сином доктора Філа) на церемонії Teen Choice Awards 2019 року. Сингл вийшов 9 серпня 2019 року на лейблі Republic Records.
У грудні 2020 року Гайленд знялася в рекламі Taco Bell під назвою "The Craving" з Джо Кірі.
У жовтні 2021 року вона стала новою креативною директоркою та співзасновницею Sourse, лінійки вітамінів у шоколаді (зокрема "Beauty Bites" та "Mood Bites").
У серпні 2022 року Гайленд почала вести програму Love Island USA на каналі Peacock. У серпні 2022 року вона з'явилася на шоу America's Got Talent (разом з Софією Вергара) під час першого прямого ефіру відбіркового шоу сімнадцятого сезону, щоб допомогти переможцю шістнадцятого сезону Дастіну Тавеллі з його магічним номером. Гайленд зіграла головну роль у фільмі "Ідеальний удар: Бампер у Берліні", прем'єра якого відбулася в листопаді 2022 року на каналі Peacock.

## Особисте життя
З 2009 по серпень 2014 роки зустрічалася з актором Меттом Прокопом, з яким познайомилася на кастингу до фільму «Шкільний мюзикл: Випускний». У вересня 2014 Прокоп отримав заборонний наказ на наближення до Гайленд після того, як він протягом кількох років їх стосунків погрожував їй.
З лютого 2015 роки зустрічалася з актором Домініком Шервудом, з яким познайомилася на зйомках фільму «Академія вампірів». Після двох років стосунків вони розійшлися.
З жовтня 2017 року в стосунках з колишнім учасником реаліті-шоу Веллсом Адамсом. Заручини відбулись у липні 2019 року. Вони кілька разів відкладали весілля, спочатку плануючи одружитися в серпні 2020 року, яке було відкладено через пандемію COVID-19.

## Фільмографія
| Рік       |    | Українська назва                                  | Оригінальна назва                                                 | Роль                       |
| --------- | -- | ------------------------------------------------- | ----------------------------------------------------------------- | -------------------------- |
| 1997      | кф | Історія довгої зими                               | A Tall Winter's Tale                                              | Елізабет                   |
| 1997      | ф  | Частини тіла                                      | Private Parts                                                     | донька Говарда             |
| 1997—1998 | с  | Інший світ                                        | Another World                                                     | Рейн Вулф                  |
| 1998      | ф  | Об'єкт мого захоплення                            | The Object of My Affection                                        | Моллі                      |
| 1998      | с  | Трійця                                            | Trinity                                                           | дівчина                    |
| 1999      | ф  | Колиска буде хитатись                             | Cradle Will Rock                                                  | Сільвано - Джованна        |
| 1999      | с  | Чудовий світ Діснея                               | The Wonderful World of Disney                                     | Моллі                      |
| 1999      | тф | Порада гусіні                                     | Advice from a Caterpillar                                         | Лізабет                    |
| 2000      | ф  | Секрет Джо Гулда                                  | Joe Gould's Secret                                                | Елізабет Мітчелл           |
| 2000      | тф | Історія Одрі Гепберн                              | The Audrey Hepburn Story                                          | Одрі Гепберн у 8 років     |
| 2000      | с  | Фальконе                                          | Falcone                                                           | Джессіка                   |
| 2000—2002 | с  | Усі мої діти                                      | All My Children                                                   | Карен                      |
| 2001—2009 | с  | Закон і порядок: Спеціальний корпус               | Law & Order: Special Victims Unit                                 | Дженніфер Бенкс/Лілі Ремсі |
| 2002      | ф  | Співчуття                                         | The Empath                                                        | Крістіна в дитинстві       |
| 2002      | с  | Дотик ангела                                      | Touched by an Angel                                               | Грейс Воткінс              |
| 2004      | ф  | Іспанський англійський                            | Spanglish                                                         | дівчинка                   |
| 2004      | с  | Закон і порядок                                   | Law & Order                                                       |                            |
| 2005      | с  | Закон і порядок: Суд присяжних                    | Law & Order: Trial by Jury                                        | Бріанна Колбі              |
| 2007      | ф  | Побачення наосліп                                 | Blind Date                                                        | дитина                     |
| 2007      | с  | Одне життя щоб жити                               | One Life to Live                                                  | Гізер                      |
| 2008—2009 | с  | Помадні джунглі                                   | Lipstick Jungle                                                   | Медді Гіллі                |
| 2009—2020 | с  | Американська сімейка                              | Modern Family                                                     | Гейли Данфі                |
| 2010      | с  | Куб                                               | Cubed                                                             | Сара                       |
| 2010      | ф  | Герої-чудовиська                                  | Monster Heroes                                                    | Делайла                    |
| 2010      | кф | Я винен своє життя Корбіну Блю                    | I Owe My Life to Corbin Bleu                                      | Сара                       |
| 2011      | ф  | Давай зробимо дитину                              | Conception                                                        | Трейсі                     |
| 2011      | ф  | Американські жиголо                               | Cougars, Inc.                                                     | Кортні                     |
| 2011      | с  | Дитяча лікарня                                    | Childrens Hospital                                                | відома людина              |
| 2011      | тф | Прекрасний принц                                  | Geek Charming                                                     | Ділан Шонфілд              |
| 2012      | ф  | Удар блискавки                                    | Struck by Lightning                                               | Клер Метьюс                |
| 2012—2015 | мс | Класний ніндзя                                    | Randy Cunningham: 9th Grade Ninja                                 | Тереза Фаулер              |
| 2013      | ф  | Дуже страшне кіно 5                               | Scary Movie 5                                                     | Міа                        |
| 2013      | тф | Клич мене божевільним                             | Call me Crazy                                                     | Грейс                      |
| 2013      | ф  | Квітневий апокаліпс                               | April Apocalypse                                                  | Семм                       |
| 2013      | с  | Бонні та Клайд                                    | Bonnie & Clyde                                                    | Бланш Берроу               |
| 2014      | ф  | Академія вампірів                                 | Vampire Academy                                                   | Наталья Дашкова            |
| 2014      | ф  | Мій друг — гей                                    | Date and Switch                                                   | Ава                        |
| 2014      | мф | Робоцип спеціально для DC Comics II: Злодії і раю | Robot Chicken DC Comics Special II: Villains in Paradise          | Ліна Лютор                 |
| 2014      | с  | Красуні в Клівленді                               | Hot in Cleveland                                                  | Айві                       |
| 2015      | ф  | Побачимось у Вальгаллі                            | See You in Valhalla                                               | Джоана Бервуд              |
| 2015      | мф | Лев-охоронець: Герої саванни                      | The Lion Guard: Return of the Roar                                | Тіфу                       |
| 2015      | мс | Турбо: Блискавична команда                        | Turbo FAST                                                        | равлик                     |
| 2016      | ф  | Сатаниський                                       | Satanic                                                           | Хлоя                       |
| 2016      | ф  | XOXO                                              | XOXO                                                              | Крістал                    |
| 2016      | мф | Lego-супергерої DC: Ліга справедливості - прорив  | Lego DC Comics Superheroes: Justice League - Gotham City Breakout | Бетгерл                    |
| 2016—2017 | мс | Лев-охоронець                                     | The Lion Guard                                                    | Тіфу                       |
| 2017      | с  | Зміна 404                                         | Dimesion 404                                                      | Хлоя                       |
| 2017      | тф | Брудні танці                                      | Dirty Dancing                                                     | Ліза Гаусман               |
| 2017      | с  | Сутінкові мисливці                                | Shadowhunters                                                     | Сілі                       |
| 2019      | с  | Вероніка Марс                                     | Veronica Mars                                                     | Алісса                     |
| 2019      | ф  | Весільний рік                                     | The Wedding Year                                                  | Мара Гікі                  |